# إعلانات لا جرانج
إعلانات لاجرانج لعامي 1979 و1981 هي بياناتٌ أصدرها ناشطون مسيحيون يدعون فيها إلى تحول في سياسة الكنيسة والحكومة الأمريكية فيما يتعلق بإسرائيل وفلسطين. إن إعلان عام 1979، والذي صيغ في مؤتمر في لاجرانج بولاية إلينوي، انتقد السياسات الإقليمية لإسرائيل، واعترف بحقوق الفلسطينيين في تقرير المصير، ودعا إلى إنهاء الدعم الأمريكي غير المشروط لإسرائيل مع التوقف عن التشكيك في حق إسرائيل في الوجود. لقد ذهب إعلان عام 1981 إلى أبعد من ذلك، حيث تحدى صراحة الأساس اللاهوتي لمطالبات إسرائيل بالأرض، ودعا إلى إنهاء جميع المساعدات العسكرية الأميركية لإسرائيل، وأدان القيود الأميركية على منظمة التحرير الفلسطينية. عكس كلا الإعلانين حركة متنامية داخل بعض الدوائر المسيحية لمواجهة النفوذ الإنجيلي المؤيد لإسرائيل والدعوة إلى الاهتمام بالقضايا السياسية والإنسانية الفلسطينية.

## إعلان لا جرانج الأول
كان إعلان لاجرانج الأصلي بيانًا صدر عام 1979 من قبل مجموعة من الزعماء المسيحيين البارزين الذين رفضوا الصهيونية المسيحية ودافعوا عن الحقوق الإنسانية والسياسية للفلسطينيين مع التأكيد على قيام دولة إسرائيل. انبثق هذا الإعلان عن مؤتمر حول الشرق الأوسط تحت عنوان " حقوق الإنسان والصراع الفلسطيني الإسرائيلي: مسؤوليات الكنيسة المسيحية"، والذي عقد في الفترة من 18 إلى 20 مايو/أيار 1979 في لا جرانج، إلينوي. تم التوقيع عليها من قبل مجموعة أولية مكونة من 60 مشاركًا، ثم تزايدت لاحقًا إلى 5000 موقع، وتم نشرها.
انتقد الإعلان الاحتلال العسكري الإسرائيلي للضفة الغربية وغزة والقدس الشرقية بعد حرب الأيام الستة عام 1967، مشيراً إلى أن هذه المناطق وشعبها عانت تحت الحكم العسكري الأجنبي. وأعربت عن توبتها عن صمت المسيحيين وتقاعسهم تجاه هذه القضايا، ودعت إلى عملية سلام تعترف بحقوق كل من الإسرائيليين والفلسطينيين. وأكدت أن للفلسطينيين الحق في دولة ذات سيادة من اختيارهم، وأكدت أن التعاليم الكتابية لا تمنح إسرائيل حقًا دينيًا في الضفة الغربية.
جاء في الإعلان جزئيا:
"إننا نشعر بالأسى إزاء حقيقة أن عدداً لا يحصى من المسيحيين يعتقدون أن الكتاب المقدس يعطي دولة إسرائيل الحديثة حقاً إلهياً في الأراضي التي يسكنها الشعب الفلسطيني، وموافقة إلهية على سياسة دولة إسرائيل في الاستحواذ على الأراضي."
تم إعداد هذا البيان بالتعاون بين فريق عمل الشرق الأوسط التابع لكنيسة شيكاغو وحملة حقوق الإنسان الفلسطينية. قد أيد هذا الإعلان مجموعة متنوعة من القادة الإنجيليين والبروتستانت والكاثوليك والأرثوذكس، بما في ذلك رالف أبيرناثي، وتوماس جومبلتون، ولويس سميديس، ومارك هاتفيلد، وجيم واليس.
أثار هذا التصريح انتقادات من بعض المنظمات اليهودية والمراقبين المسيحيين. أعربت رابطة مكافحة التشهير عن قلقها من أن الإعلان تجاهل الأمن الإسرائيلي وحقوق الإنسان اليهودية، في حين انتقد المؤتمر الوطني للقيادة المسيحية من أجل إسرائيل غياب الأصوات الإسرائيلية أو اليهودية في المناقشة. تعرض الإعلان لانتقادات من آخرين أيضًا بسبب صياغة الصراع الإسرائيلي الفلسطيني بعبارات غير عادلة.
كان إعلان لاجرانج بمثابة لحظة محورية في تاريخ معاداة الصهيونية المسيحية، مما دفع البعض إلى تغيير آرائهم بشأن إسرائيل وفلسطين بشكل جذري. حظيت منظمة المساعدة المسيحية "الرؤية العالمية" باهتمام خاص في هذا الصدد، سواء بالثناء أو بالنقد.

## إعلان لا جرانج الثاني
صدر إعلان لاجرانج الثاني في عام 1981 في أعقاب مؤتمر عقد في الفترة من 7 إلى 9 مايو 1981 في لاجرانج بارك بولاية إلينوي، والذي نظمته حملة حقوق الإنسان الفلسطينية وشارك في رعايته الجماعات المسيحية باكس كريستي وسوجورنرز. وكان هدف المؤتمر هو حشد المشاعر المعادية لإسرائيل والمؤيدة لمنظمة التحرير الفلسطينية بين البروتستانت في الولايات المتحدة ومواجهة الدعم المسيحي الإنجيلي لإسرائيل. وقد نشر نص البيان في مجلة Sojourners.
ودعا الإعلان إلى إنهاء كل المساعدات العسكرية الأميركية لإسرائيل وتقييد المساعدات الإنسانية ما لم يتم تقديم دعم متساو للفلسطينيين. وقد شككت في حق إسرائيل في إقامة دولة، وانتقدت المبررات التوراتية للسيادة الإسرائيلية، وحثت الولايات المتحدة على التعاون مع منظمة التحرير الفلسطينية.
وجاء في الوثيقة الصادرة عام 1981 جزئيا:
"نحن نتساءل من وجهة نظر الكتاب المقدس حول الرؤية القومية وإقامة الدولة التي تقتصر على شعب معين كوسيلة لبناء سلام دائم وعادل في الأرض المقدسة."
من بين الحضور والموقعين البارزين قادة مسيحيين مثل جون هوارد يودر، وفيرنون جراوندز، وجوزيف لوري. ومن بين المتحدثين العرب رؤساء بلديات الضفة الغربية المطرودين محمد ملحم وفهد القواسمة، بالإضافة إلى إبراهيم أبو لغد من جامعة نورث وسترن، الذي شبه إسرائيل بجنوب أفريقيا في عهد الفصل العنصري. وتحدث في المؤتمر أيضًا الناشط العربي الأمريكي الشهير جيمس زغبي.
على النقيض من إعلان لاجرانج الأصلي (1979)، الذي انتقد السياسات الإسرائيلية لكنه اعترف بدولتها، اتخذ بيان عام 1981 موقفاً أقوى، داعياً إلى إعادة تقييم كاملة للعلاقات بين الولايات المتحدة وإسرائيل، ومؤيداً بشكل أكثر إصراراً لتقرير المصير والقيادة الفلسطينية.
تضمن مؤتمر عام 1981 أيضًا مناقشات حول تعبئة الكنائس الأمريكية لدعم الحقوق الفلسطينية، حيث اقترح بعض المشاركين نشر عمال ميدانيين ممولين من الكنيسة في إسرائيل والضفة الغربية لمراقبة الإجراءات الإسرائيلية.
شارك بعض المشاركين اليهود، ومن بينهم الحاخام أرنولد جاكوب وولف، في المناقشات، في حين انسحب آخرون، مثل الحاخام أرنولد كايمن، عندما علموا بمشاركة حملة حقوق الإنسان الفلسطينية. وشهد المؤتمر أيضًا مناقشات حول دور الإنجيليين، حيث حث بعض المتحدثين الكنائس على تحدي الروايات المؤيدة لإسرائيل داخل المجتمعات المسيحية.